# Lliberat
Lliberat (Liberatus de Cartago) va ser un diaca de l'església de Cartago del segle vi.i autor d'una història important de les controvèrsies nestorianes i monofisites a l'Església cristiana dels segles V i VI.
Va anar a Roma el 533 on fou rebut pel Papa Joan II com a membre d'una delegació eclesiàstica enviada per Justinià I per consultar al papa sobre l'heretgia dels acometes (acoemetae o acumici), monjos propers a les tesis de Nestori. El 534 va participar en el sínode de Cartago presidit pel bisbe Reparat i el 535 fou a Roma per segon cop per consultar al papa sobre si rebre els arrians que deixaven la seva heretgia; el papa Joan II havia mort abans de la seva arribada i fou rebut pel papa Agapet I, el seu successor. El 552 el bisbe Reparat fou desterrat per Justinià a Eucaida i Lliberat el va acompanyar i probablement va restar amb el bisbe fins a la mort el 563. La data de la seva mort és desconeguda.
Va escriure una història eclesiàstica: Breviarium Caussae Nestorianorum et Eutychianorum, que abraça el període entre l'ordenació de Nestori el 428 fins al Concili de Constantinoble II el 553, obra de gran importància pel període.